# Olympische Jugend-Sommerspiele 2010/Teilnehmer (Singapur)
| Gelbes Symbol für Goldmedaillen mit stilisierten Olympischen Ringen | Graues Symbol für Silbermedaillen mit stilisierten Olympischen Ringen | Braundes Symbol für Bronzemedaillen mit stilisierten Olympischen Ringen |
| ------------------------------------------------------------------- | --------------------------------------------------------------------- | ----------------------------------------------------------------------- |
| —                                                                   | 2                                                                     | 4                                                                       |

Bei den I. Olympischen Jugend-Sommerspielen vom 14. bis 26. August 2010 in Singapur bestand die Mannschaft des Gastgebers aus 128 Athleten.

## Athleten nach Sportarten

### Badminton
Jungen
- Huang Chao

### Basketball
| Mädchen - Eng Zoe - Alanna Lim - Hannah Ng - Tok Hui Min | Jungen - Larry Liew - Russel Low - Jabez Su - Tan Jun Wei |

### Bogenschießen
| Mädchen - Vanessa Loh - Elizabeth Cheok | Jungen - Abdud Dayyan bin Mohamed Jaffar Bronze Mixed (mit Begünhan Ünsal Türkei) |

### Boxen
Jungen
- Mohamed Hamid

### Fechten
| Mädchen - Liane Wong - Rania Herlina Rahardja | Jungen - Justin Ong - Lim Wei Hao |

### Fußball
Jungen
- Bronze
- Dhukhilan Jeevamani
- Radhi Kasim
- Jeffrey Lightfoot
- Sunny Ng
- Fashah Rosedin
- Illyas Lee
- Hanafi Akbar
- Hamzah Fazil
- Hazim Hassan
- Brandon Koh
- Irfan Mohd Aziz
- Syazwan Mohamed Zin
- Iskandar Khairul
- Ammirul Emmran
- Firdaus Sham
- Bryan Neubronner
- Muhaimin Suhaimi
- Jonathan Tan

### Gewichtheben
Mädchen
- Jamie Wee

### Handball
Jungen
- 5. Platz
- Clement Choong
- Arun Vinoth Perumal Pillay
- Koh Jing Li
- Muhammad Zahin Mazali
- Oscar Ooi
- Jason Tan
- Tow Wen Wei
- Eugene Foo
- Ervin Sethi
- Pritpal Singh
- Wilmer Tay
- Ryan Goh
- Izzat Hashim Siraj
- Alvin Low

### Hockey
Jungen
- : 5. Platz
- Shahid Manap
- Muhammad Fadhil Muhammad Rizaini
- Kevin Ng
- Samudra Pang
- Rahmat Abdul Jalil
- Muhammad Hidayat Mat Rahim
- Nur Ashriq Ferdaus Zulkepli
- Muhammad Amirul Asyraf Abdul Aziz
- Abdul Rahim Abdul Rashid
- Muhammad Abdul Rashid
- Karleef Abdullah
- Muhammad Zulfadhli Jasni Ismail
- Silas Abdul Razak Noor Shah
- Mohammad Fadzly Mohamed Adam
- Muhammadd Alfien Mohammad Amir
- Mohammad Haseef Salim

### Judo
| Mädchen - Tang Jing Fang | Jungen - Lim Chin Jie |

### Kanu
| Mädchen - Wang Nan Feng | Jungen - Brandon Ooi |

### Leichtathletik
| Mädchen - Liang Wei - Wendy Enn - Ranjitha Raja - Goh Wei Ning | Jungen - Zachary Devaraj - Renjie Sean Toh |

### Moderner Fünfkampf
Mädchen
- Valeria Lim

### Radsport
- Nur Nasthasia Abdul Nazzeer
- Daniel Koh
- Alvin Phoon
- Travis Woodford

### Reiten
- Caroline Chew

### Ringen
| Mädchen - Erna Puteri | Jungen - Kester Leung |

### Rudern
| Mädchen - Joanna Chan | Jungen - Nadzrie Hyckell Hamzah |

### Schießen
| Mädchen - Carol Lee | Jungen - Wu Wen Yi |

### Schwimmen
| Mädchen - Chriselle Koh - Amanda Lim - Cheryl Lim - Adeline Winata | Jungen - Clement Lim - Rainer Ng Silber 50 m Rücken - Pang Sheng Jun - Arren Quek |

### Segeln
| Mädchen - Audrey Yong Bronze Techno 293 - Natasha Yokoyama | Jungen - Darren Choy |

### Taekwondo
| Mädchen - Nur Zakirah Zakaria - Shafinas Abdul Rahman Bronze Klasse bis 55 kg | Jungen - Daryl Tan Bronze Klasse bis 55 kg - Christopher Lee |

### Tennis
Mädchen
- Stefanie Tan

### Tischtennis
| Mädchen - Isabelle Li Silber Einzel | Jungen - Clarence Chew |

### Triathlon
| Mädchen - Clara Wong | Jungen - Scott Ang |

### Turnen

#### Gymnastik
| Mädchen - Rachel Giam | Jungen - Timothy Tay |

#### Rhythmische Sportgymnastik
Mädchen
- Phaan Yi Lin
- Ann Sim
- Chia Shing Eng
- Miki Erika Nomura

### Volleyball
Mädchen
- 6. Platz
- Jacqueline Chiang
- Seah Siew Hoon
- Tan Yi Ting
- Marylyn Yeo
- Joelle Lim
- Ang Qi Hui
- Loh Ling Ying
- Stephanie Ng
- Cassandra Tay
- Cheryl Chan
- Michelle Chia
- Dorita Peng

### Wasserspringen
| Mädchen - Chloe Chan - Myra Lee | Jungen - Timothy Lee |